# Scrapper Blackwell
Francis Hillman 'Scrapper' Blackwell (Syracuse (North Carolina), 21 februari 1903 - Indianapolis, 7 oktober 1962) was een Amerikaanse bluesgitarist, die vooral bekend werd als partner van Leroy Carr.

## Biografie
Naar eigen zeggen had Scrapper Blackwell Cherokee-voorouders. Als kind kwam hij met zijn familie naar Indianapolis, waar hij de meeste tijd van zijn leven doorbracht. Hij leerde zichzelf het gitaarspel, beïnvloed door blues-opnamen van vooral Blind Lemon Jefferson. Zijn eerste gitaar had hij, naar eigen zeggen, zelf gemaakt van een sigarendoos en de hals van een mandoline.
Blackwell was een vrijetijdsmuzikant, een voortreffelijk gitarist, die een eigen stijl had ontwikkeld. Hij verdiende zijn levensonderhoud voornamelijk door alcoholsmokkel. De pianist Leroy Carr had enige moeite om Blackwell in 1928 over te halen samen plaatopnamen te maken. Een van hun eerste nummers was How Long How Long Blues, dat een hit werd. Tot Carrs overlijden in 1935 volgden vele verdere opnamen van het duo, waaronder Alabama Woman Blues.
Blackwell speelde ook met andere partners, waaronder Georgia Tom Dorsey en Black Bottom McPhail. Daarnaast maakte hij solo-opnamen. Zijn bekendste nummer was Kokomo Blues, dat door Kokomo Arnold werd bewerkt tot Original Old Kokomo Blues, waaruit Robert Johnson uiteindelijk Sweet Home Chicago maakte.
Na het overlijden van Carr trok Blackwell zich volledig terug uit de muziekbusiness. Pas in 1959 werd hij herontdekt door Duncan Scheidt en anderen, die hem overhaalden nieuwe opnamen te maken. De heropleving van zijn carrière was echter van korte duur. Hij werd op 7 oktober 1962 door een onbekende dader doodgeschoten bij een roofoverval in een steeg in Indianapolis. Scrapper Blackwell was 59 jaar.
- Bibliothèque nationale de France: cb13928583c (data)
- Gemeinsame Normdatei: 134776763
- International Standard Name Identifier: 0000 0000 5513 1359
- Library of Congress Control Number: n91063230
- MusicBrainz: 158db858-7cca-434f-ab06-f67615ac833e
- Nationale Bibliotheek van Tsjechië: ola2002159400
- SNAC: w6bz99pp
- Virtual International Authority File: 5120533
- WorldCat: E39PBJccbdT3kCCk7xVtxRY3wC